# Andrée Putman

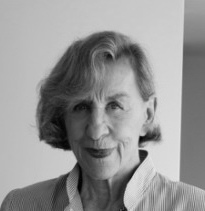
Andrée Putman in black and white

Andrée Putman (gebürtig Andrée Christine Aynard; * 23. Dezember 1925 in Paris; † 19. Januar 2013 ebenda) war eine französische Innenarchitektin und Designerin.
Putman begann zunächst als Journalistin für die internationale Frauenzeitschrift Elle. Gleichzeitig entwarf sie für die Kaufhauskette Prisunic Haushalts-Accessoires.
1978 gründete sie ihr eigenes Büro für Interior Design Ecart und 1997 ihr fortbestehendes Unternehmen mit dem Namen Andrée Putman SARL. Sie gestaltete die letzte Ausstattung der Air France Concorde-Flotte, darunter auch die Sitze und das Geschirr. Putman gestaltete unter anderem für die Marken Poltrona Frau und Emeco. Filmsets wie das für „The Pillow Book“ (1996) von Peter Greenaway stammen von ihr. 2010 war im Pariser Rathaus die Retrospektive Andrée Putman zu sehen. Andrée Putman: „Meine Arbeitsweise ist seit 32 Jahren gleich geblieben: eine Gratwanderung zwischen Disziplin und Verrücktheit.“

## Referenzen
Hotels:
- Hotel im Wasserturm Köln (1990)
- The Ritz-Carlton Wolfsburg, in der Autostadt in Wolfsburg
- Blue Spa des Hotel Bayerischer Hof, München
- Morgans Hotel (1984) Manhattan, New York City, das erste Boutique-Hotel der Welt[4][5]

Shops: Cacharel, Carita, Cartier, Guerlain, Karl Lagerfeld, Thierry Mugler, Yves Saint Laurent, Wolford, Bally-Genève.
Büro:
- Büro des französischen Kulturministers Jack Lang im Palais Royal, Paris, (1984)

## Auszeichnungen

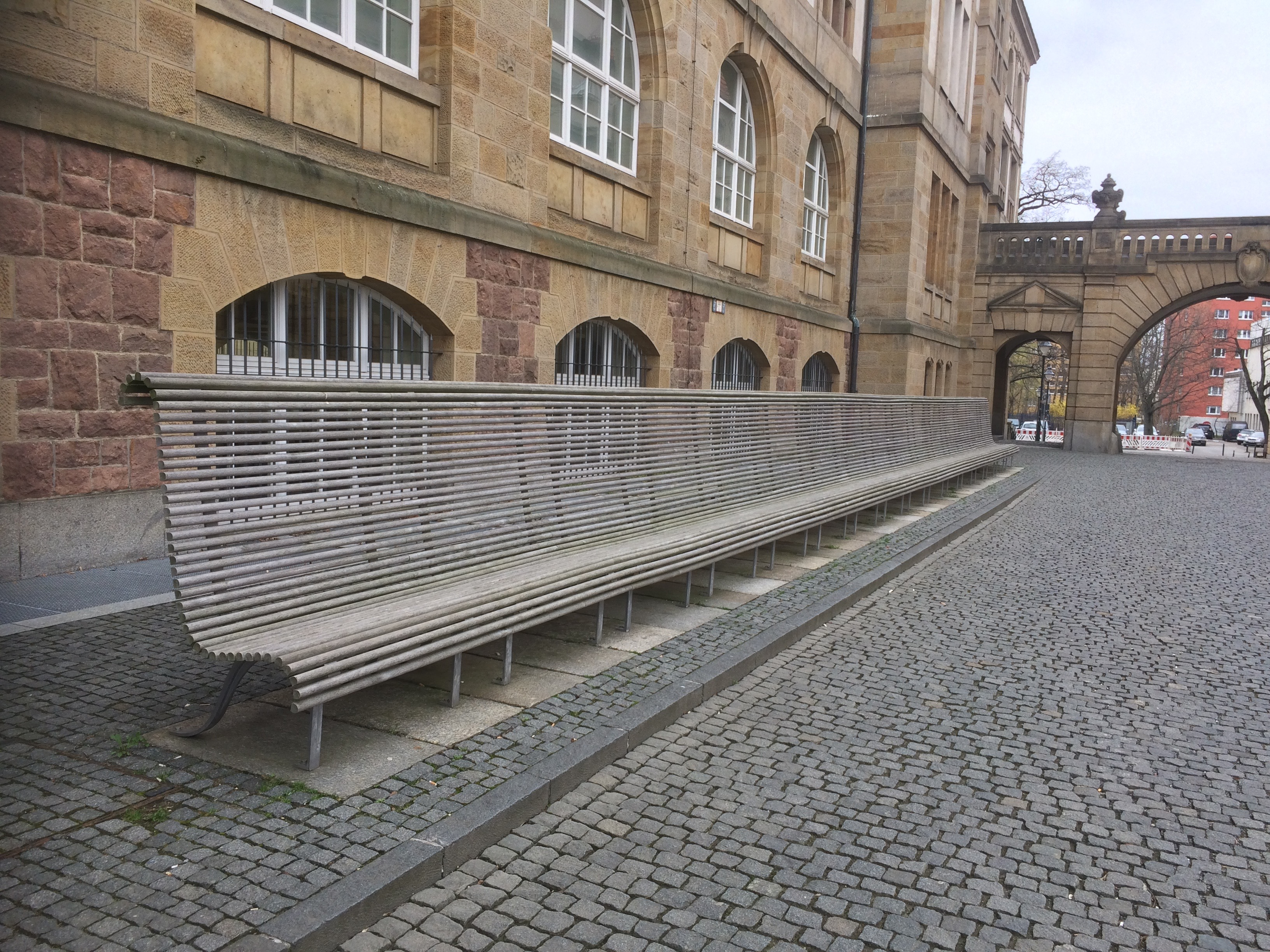
Banc éléphant, Andrée Putman, Kunstsammlung Chemnitz, 2019

- European Prize of Interior Architecture, 1991
- European Grand Prix for Interior Architecture, 1991
- Crystal Star Award for Design Excellence, 1992
- Oscar Du Design, 1993
- Grand Prix National De La Création Industrielle, 1995
- Blenheim Jewelry Display Award, 1995
- Good Design Award, 1995
- Business Traveller Awards, 1995
- Stars of Design Award for lifetime achievement in Interior Design, 1997
- Modernism Design Award for lifetime achievement
- JIDA Star Award

## Veröffentlichungen
- Andree Putman (Autor), Rick Poynor (Herausgeber): International Design Yearbook 7, Abbeville Pr, 1992, ISBN 1558592857